# Misael Silva Jansen
Misael Silva Jansen, meglio conosciuto come Misael (São Luís, 4 luglio 1987), è un calciatore brasiliano, attaccante dell'Avaí.

## Carriera

### Club
Durante la sua carriera ha giocato con varie squadre di club, tra cui il Vasco da Gama, in cui si è trasferito in prestito nel 2009.